# Eulogio
Eulogio ist ein männlicher spanischer Vorname. Er leitet sich vom griechischen Namen Eulogios ab.

## Namensträger

### Vorname
- Eulogio von Córdoba († 859), spanischer Märtyrer und Heiliger
- Eulogio Balao (1907–1977), philippinischer Offizier, Politiker und Verteidigungsminister
- Eulogio Martínez (1935–1984), paraguayischer und spanischer Fußballspieler
- Eulogio A. Rodriguez senior (1883–1964), philippinischer Politiker und Senatspräsident
- Eulogio Sandoval (1922–?), bolivianischer Fußballspieler

### Familienname
- Sheyla Eulogio (* 1998), peruanische Leichtathletin